# マリア・テレジア・フォン・エスターライヒ (1762-1770)
マリア・テレジア・フォン・エスターライヒ（Maria Theresia von Österreich、1762年3月20日 - 1770年1月23日）は、のちの神聖ローマ皇帝ヨーゼフ2世と妃マリア・イザベラ・フォン・ブルボン＝パルマの長女である。ヨーゼフ2世の母である女帝マリア・テレジアにとって初孫であった。全名は、マリア・テレジア・エリーザベト・フィリピーネ・ルイーゼ・ヨーゼファ・ヨハンナ（Maria Theresia Elisabeth Philippine Luise Josepha Johanna）。

## 来歴
祖母マリア・テレジアが名付け親になり、自らと同じくマリア・テレジアと名付けた。1歳のときに、母イザベラが妹のマリア・クリスティーナを死産して自身も数日後に死去した。それ以降マリア・テレジアは、イザベラを熱愛していた父ヨーゼフにとって、彼女の忘れ形見であった。マリア・テレジアは7歳上の叔母であるマリア・アントニア（マリー・アントワネット）とよく遊んでいた。
1770年、8歳になる数ヶ月前に、マリア・テレジアは胸膜炎で死去した。父ヨーゼフは深く悲しみ、立ち直れなかった。